# SADDAN-Dysplasie
Die SADDAN-Dysplasie ist eine sehr seltene angeborene Form einer Skelettdysplasie mit hauptsächlicher Beteiligung des Knorpelgewebes. Hauptmerkmale sind Achondroplasie zusammen mit einer Entwicklungsverzögerung und Acanthosis nigricans.
Die Erkrankung kann zusammen mit CATSHL-Syndrom, Achondroplasie, Hypochondroplasie und Thanatophore Dysplasie zur Krankheitsgruppe der FGFR3-abhängigen Chondrodysplasie gezählt werden.
Synonyme sind: Achondroplasie, schwere – Entwicklungsverzögerung – Acanthosis nigricans
Die Bezeichnung wurde von den Autoren der Erstbeschreibung aus dem Jahre 1999 vorgeschlagen.

## Verbreitung
Die Häufigkeit wird mit unter 1 zu 1.000.000 angegeben, bislang wurde nur über wenige Betroffene berichtet. Die Vererbung erfolgt teilweise autosomal-dominant.

## Ursache
Der Erkrankung liegen Mutationen im FGFR3-Gen auf Chromosom 4 Genort p16.3 zugrunde, welches für den Fibroblasten-Wachstumsfaktor-Rezeptor kodiert, die Knorpelbildung ist gestört.

## Klinische Erscheinungen
Klinische Kriterien sind:
- schwere Form einer Achondroplasie mit erheblichem Kleinwuchs und kurzen Armen und Beinen
- verbogene Beinknochen, kleiner Brustkorb mit kurzen Rippen, kurze, breite Finger, krumme Schlüsselbeine, Weichteilfalten an Armen und Beinen
- Entwicklungsverzögerung
- Acanthosis nigricans mit zunehmender Hautverdickung und Überpigmentierung

Hinzu können geistige Behinderung, Krampfanfälle, Schwerhörigkeit kommen.

## Diagnose
Die Diagnose ergibt sich aus der Kombination klinischer Befunde und kann durch humangenetische Untersuchung gesichert werden.